# St. Wenzel (Radewell)

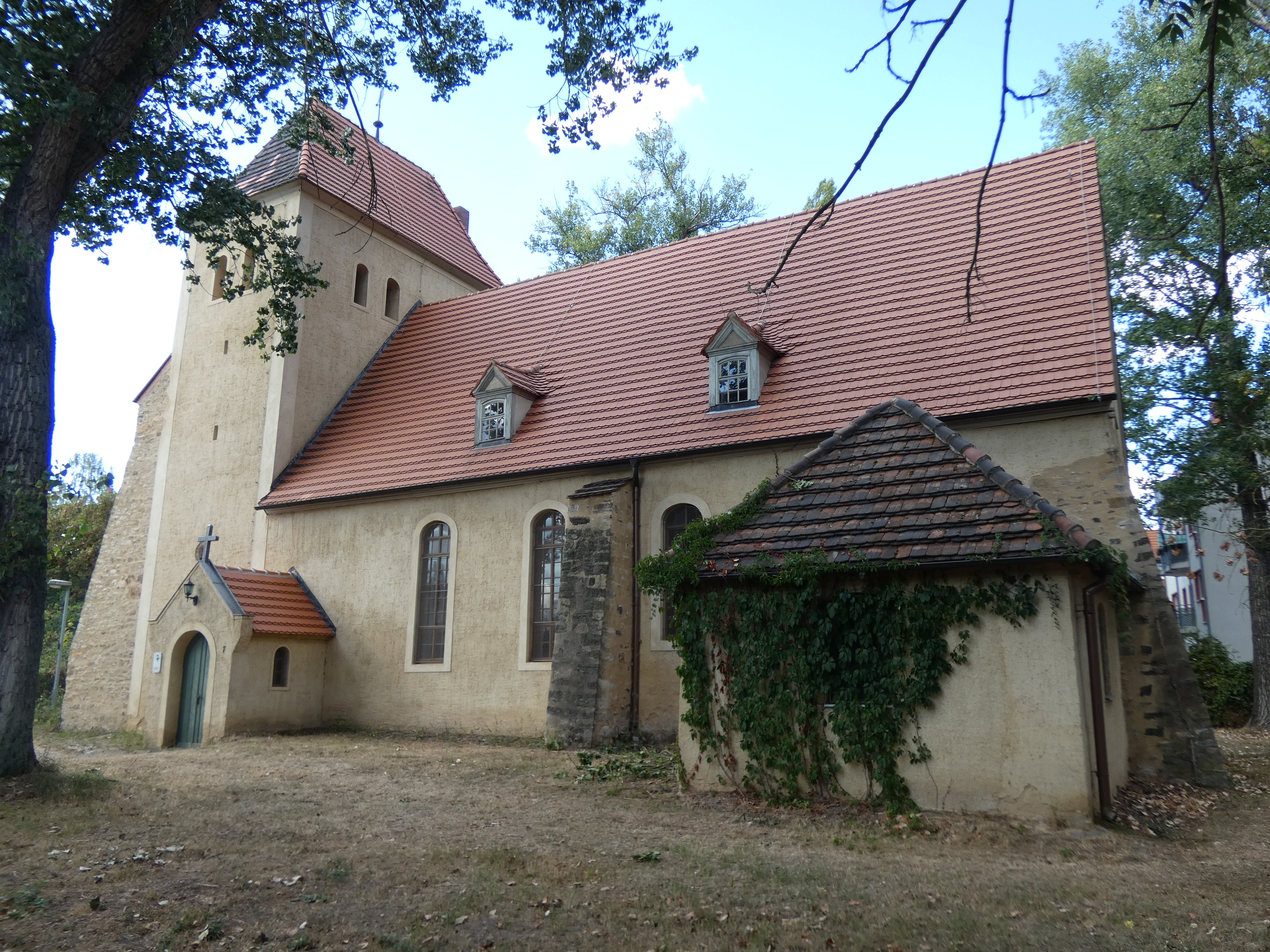
St. Wenzel in Radewell, Südseite

Die evangelische Kirche St. Wenzel befindet sich im ehemaligen Dorf Radewell, heute zugehörig dem Stadtviertel Radewell/Osendorf des Stadtteils Ammendorf im Stadtbezirk Süd von Halle (Saale). Im Denkmalverzeichnis der Stadt Halle ist die Kirche unter der Erfassungsnummer 094 04931 verzeichnet. Die Kirchengemeinde Radewell St. Wenzel gehört zum Pfarrbereich Süd im Kirchenkreis Halle-Saalkreis der Evangelischen Kirche in Mitteldeutschland.

## Geschichte
Erstmals erwähnt wurde der Ort im Jahr 973 in einer Schenkungsurkunde von Kaiser Otto II. als Burgwartort. Als eine seiner ersten Handlungen bestätigte Otto am 3. und 4. Juni hier die Besitzungen und Rechte des Erzbistums Magdeburg. Vermutlich erbaute man in Radewell bereits im 11. Jahrhundert eine Kirche zur Christianisierung der slawischen Gebiete östlich der Saale.
Die um 1150 errichtete heutige Kirche unterstand zunächst dem Magdeburger Moritzkloster, von dem die Christianisierung geleitet wurde. Im Jahr 1184 stattet Erzbischof Wichmann von Magdeburg das von ihm gegründete Moritzkloster in Halle mit der Pfarrkirche Radewell und ihren drei Kapellen in Döllnitz, Wörmlitz und Beesen aus.
Nach der Auflösung des Klosters kamen die Besitzungen zunächst im Jahr 1520 an das durch Kardinal Albrecht gegründete Neue Stift, danach 1541 an das Amt Giebichenstein. Kirchenvisitationen wurden in Radewell bereits ab 1561 durchgeführt. In der Kirchenchronik ist jedoch erst für die Jahre 1589 bis 1631 Michael Peitzsch aus Schkeuditz als erster evangelischer Pfarrer belegt.
Umfangreiche barocke Um- und Einbauten an der Kirche erfolgten im Jahr 1680.
1903 stiftete der Ziegeleibesitzer Richard Lösche die unteren Bleiglasfenster. Im Jahr 1972 wurden von der profanierten halleschen St.-Stephanus-Kirche drei Hartgussglocken erworben. Restaurierungen erfolgten 1965 und in den Jahren ab 1998.

## Beschreibung

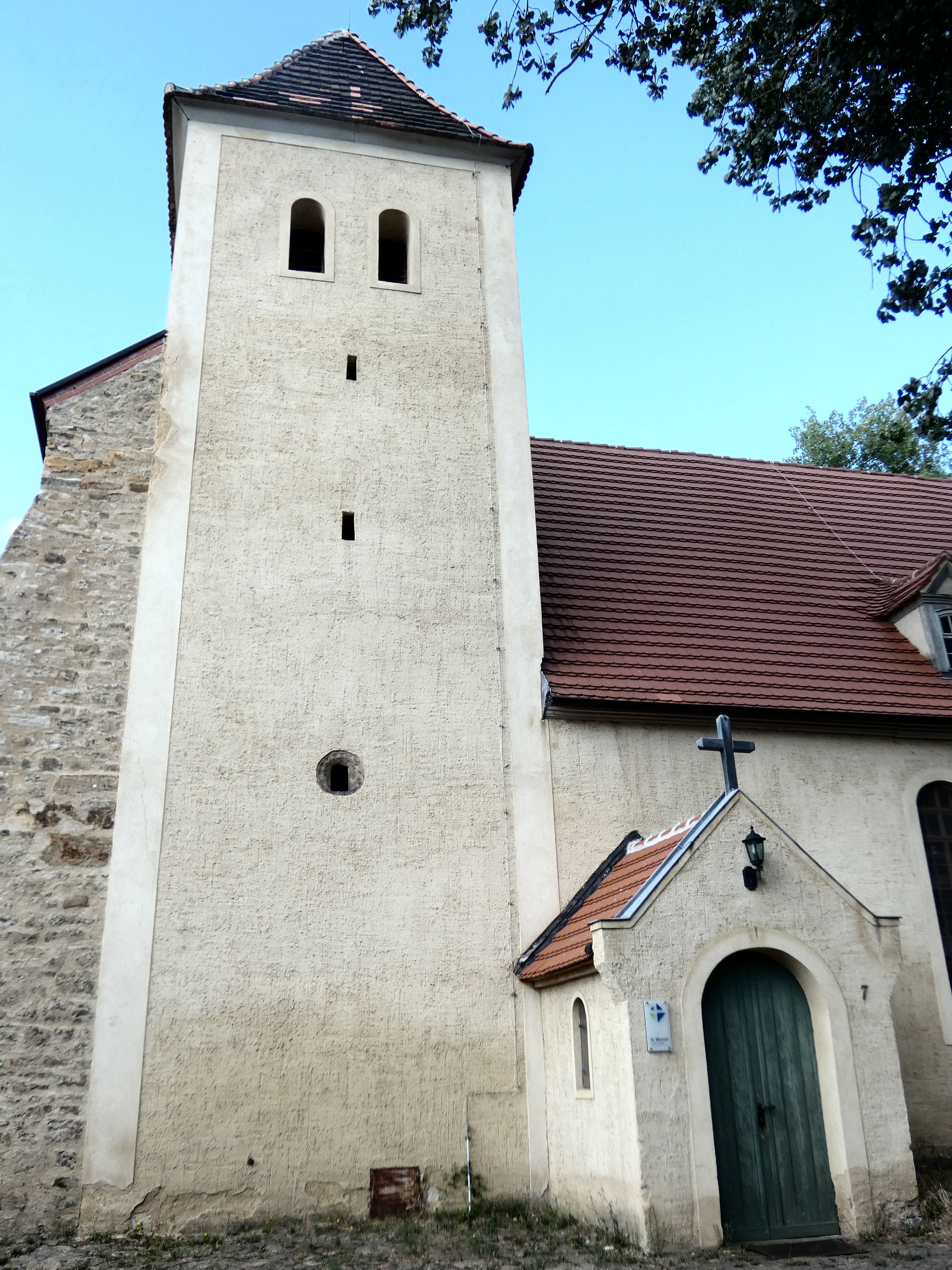
Südseite des Turms

Es handelt sich um eine im Kern romanische Saalkirche des 12. Jahrhunderts mit einem Westquerturm aus verputztem Bruchsteinmauerwerk. An der Südseite des Turmes haben sich romanische Schlitzfenster und ein Rundfenster erhalten.
Durch die 1680 erfolgte Barockisierung wurden dem Turm ein Glockengeschoss mit Rundbogenfenstern und das Walmdach aufgesetzt. An der Südseite fügte man eine Sakristei und den Eingangsvorbau an. Den geraden Chorabschluss mit runden und spitzbogigen Fenstern im Osten sowie den westlichen Eingangsanbau am Turm erhielt die Kirche ebenfalls im 17. Jahrhundert.
Im Innern ist die Kirche mit einer dreiseitigen Empore und einer Holztonnendecke ausgestattet. Der Kanzelkorb des aus dem Jahr 1720 stammenden Kanzelaltars ist mit Akanthusschnitzereien geschmückt und von Schnitzfiguren bekrönt, die Christus als Weltenrichter, Moses und Aaron darstellen. Eine Darstellung des Abendmahls befindet sich unterhalb der Kanzel.
Erwähnenswert sind die Reliefs von Schachbrettkämpfern an den Pfeilern der romanischen Doppelarkade. Über diesen öffnet sich der untere Turmraum zum Kirchensaal.

## Orgel
Im Jahre 1903 erhielt die Kirche eine Rühlmann-Orgel mit 19 Registern, sie war das 248. Werk der Firma. 2002 wurde beschlossen, das Instrument zu ersetzen. Nach dem Umzug der Kirchenmusikschule in neue Räumlichkeiten wurde die 1950 für den Orgelsaal erbaute Eule-Orgel, Op. 234, in der Kirche aufgestellt. Das Instrument ist eines der ersten der Firma mit mechanischer Traktur, es besitzt 15 Register auf zwei Manualen und Pedal. 2020 wurde die Orgel grundlegend gereinigt und überholt sowie behutsam umintoniert.